# Clara Klug
Clara Klug, född 16 juni 1994 i München, är en tysk handikappidrottare. Hon tävlar i skidskytte och längdåkning för synskadade.
Hon deltar sedan 2015 vid Nordiska världsmästerskapen i parasport och vann 2017 två silvermedaljer och en bronsmedalj samt 2019 tre guldmedaljer, en silvermedalj och en bronsmedalj. Vid Paralympiska vinterspelen 2018 erövrade Klug två bronsmedaljer.